# Андерсонвілл (Теннессі)
Андерсонвілл (англ. Andersonville) — переписна місцевість (CDP) в США, в окрузі Андерсон штату Теннессі. Населення — 508 осіб (2020).

## Географія
Андерсонвілл розташований за координатами 36°11′49″ пн. ш. 84°1′59″ зх. д. / 36.19694° пн. ш. 84.03306° зх. д. (36.196956, -84.033061).  За даними Бюро перепису населення США в 2010 році переписна місцевість мала площу 4,19 км², уся площа — суходіл.

## Демографія
Згідно з переписом 2010 року, у переписній місцевості мешкали 472 особи в 184 домогосподарствах у складі 144 родин. Густота населення становила 113 осіб/км².  Було 215 помешкань (51/км²).
Расовий склад населення:
| - 98,5 % — білих - 0,4 % — корінних американців - 0,2 % — вихідців з тихоокеанських островів - 0,2 % — азіатів |

До двох чи більше рас належало 0,4 %. Частка іспаномовних становила 1,5 % від усіх жителів.
За віковим діапазоном населення розподілялося таким чином: 22,5 % — особи молодші 18 років, 59,3 % — особи у віці 18—64 років, 18,2 % — особи у віці 65 років та старші. Медіана віку мешканця становила 42,9 року. На 100 осіб жіночої статі у переписній місцевості припадало 105,2 чоловіків;  на 100 жінок у віці від 18 років та старших — 95,7 чоловіків також старших 18 років.
Середній дохід на одне домашнє господарство  становив 55 822 долари США (медіана — 37 656), а середній дохід на одну сім'ю — 77 728 доларів (медіана — 92 679). 
Цивільне працевлаштоване населення становило 178 осіб. Основні галузі зайнятості: виробництво — 29,8 %, освіта, охорона здоров'я та соціальна допомога — 17,4 %, роздрібна торгівля — 11,2 %, мистецтво, розваги та відпочинок — 11,2 %.